# 難波日登志
難波日登志（日语：／ Nanba Hitoshi，1960年8月29日—），日本男性動畫導演、演出家。出身於新潟縣。以前曾於Telecom Animation Film、東京電影、Group Tac等動畫公司工作。現在是自由身。另外別名使用至今。

## 參加作品

### 執導作品

#### 電視動畫
1989年
- 衝鋒四驅郎（—1990年，分鏡）※分鏡用名義。

1993年
- 秀逗泰山阿達♡（—1994年，ED演出）※ED演出用名義。

1995年
- 暖暖日記[1]（—1996年，分鏡）※分鏡用名義。

1996年
- YAT安心！宇宙旅行（日语：YAT安心!宇宙旅行）（—1997年，分鏡、演出）※分鏡、演出用名義。

1998年
- YAT安心！宇宙旅行 (第2期)（分鏡、演出）※分鏡、演出用名義。

2001年
- 刃牙（分鏡、OP&ED演出）

2010年
- HEROMAN（分鏡、OP1&ED2分鏡、ED1導演）※分鏡用名義。

2011年
- GOSICK（分鏡、原畫）※分鏡、原畫用三條名義。

2016年
- Fate/Grand Order -First Order-[2][3][4]（分鏡）※分鏡用名義。

2017年
- 無論何時我們的戀情都是10厘米。（總導演、分鏡）※分鏡用名義。
- Fate/Grand Order -MOONLIGHT/LOSTROOM-（總導演、分鏡）※分鏡用名義。

2018年
- 黃金神威[1][5]（—2020年，分鏡）※分鏡用名義。

2021年
- I★CHU偶像進行曲（分鏡）※分鏡用名義。

2023年
- 小智是女孩啦！
- #空帕斯2.0：陣地攻防戰[6]

#### 電影動畫
1993年
- 淘氣貓 喵喵三丁目：求求你！幫忙找小桃!![1]（分鏡）※分鏡用名義。

2005年
- 麵包超人：黑雪公主與受歡迎的細菌人（日语：それいけ!アンパンマン ハピーの大冒険#それいけ!アンパンマン くろゆき姫とモテモテばいきんまん）

#### OVA
1991年
- 太妹刑事（動畫導演、總監、分鏡）※分鏡用名義。

2003年
- 第一神拳 間柴vs木村 死刑執行（分鏡）

#### 遊戲動畫
2012年
- 雷頓教授VS逆轉裁判（動畫章節導演、分鏡）※分鏡用名義。

### 其它參加作品

#### 電視動畫
1982年
- 忍者男子一平（日语：忍者マン一平）（原畫）
- SPACE COBRA（—1983年，原畫）

1987年
- 妙手小廚師（—1989年，分鏡）

1988年
- 麵包超人（1988年—，分鏡、演出）※分鏡用名義。

1989年
- 亂馬½ 熱鬥篇（—1992年，原畫）※名義。

1991年
- 朱古力小精靈（日语：おばけのホーリー）（—1992年，分鏡、演出）※分鏡用名義。
- 千惠奮戰記 小麻煩千惠（—1992年，原畫）※名義。

1992年
- 小巫仙（—1993年，分鏡、演出）※分鏡用名義。

1993年
- 淘氣貓 喵喵三丁目 (第1期)（系列協調[1]）

1995年
- 伊沙米大冒險（—1996年，分鏡）※名義。

1996年
- 玩偶遊戲（—1998年，分鏡、演出）※分鏡用名義。

1997年
- 吸血姬美夕（—1998年，演出）※名義。

1999年
- 大嘴鳥（—2001年，分鏡）※名義。

2000年
- 第一神拳（—2002年，演出）

2001年
- 仰天人間（日语：仰天人間バトシーラー）（—2002年，分鏡）
- SAMURAI GIRL 武俠派女高中生（分鏡）
- 足球小將翼 (2001年版)（—2002年，分鏡）
- 妙妙魔法屋（—2003年，分鏡）

2002年
- 尋找滿月（—2003年，分鏡）
- 我們這一家（—2009年，分鏡、演出）[注 1]

2003年
- 冒險遊記Pluster World（—2004年，分鏡）

2004年
- 戰區88（分鏡）
- 阿嘉莎·克莉絲蒂的名偵探白羅與瑪波（—2005年，分鏡）
- 愛情泡泡糖（分鏡）

2005年
- 認真地不認真的怪傑佐羅利（—2007年，分鏡）
- 交響詩篇艾蕾卡7（—2006年，分鏡）

2006年
- 受讚頌者（分鏡）
- 守護！蘿莉波普（日语：まもって!ロリポップ）（分鏡）
- 銀河天使2（分鏡）
- 人造昆蟲KABUTOBORG V×V（—2007年，分鏡）

2007年
- Saint Beast 四聖獸 ～光陰敘事詩天使譚～（分鏡）

2009年
- 鋼之鍊金術師 FULLMETAL ALCHEMIST（—2010年，分鏡）※名義。

2011年
- UN-GO（分鏡）※名義。

2012年
- 寵物反斗星（分鏡）※名義。
- 交響詩篇AO（分鏡）※名義。

2013年
- 絕園的暴風雨（分鏡）※名義。
- 打工吧！魔王大人（分鏡）※名義。
- 斯特拉女学院高等科C3部（分鏡）※名義。

2014年
- 宇宙浪子（分鏡）※名義。
- 超級索尼子 -SUPER SONICO THE ANIMATION-（分鏡）※名義。
- 愚者信長（分鏡）※名義。
- 棺姬嘉依卡（分鏡）※名義。
- Soul Eater Not！（分鏡）※名義。
- 積木戰士（分鏡）※名義。
- 棺姬嘉依卡 AVENGING BATTLE（分鏡）※名義。
- 寄生獸 生命的準則（分鏡）※名義。

2015年
- 俺物語!!（分鏡）※名義。
- SHOW BY ROCK!!（分鏡）※名義。
- 赤髮白雪姬（分鏡）※名義。
- Concrete Revolutio ～超人幻想～（－2016年，分鏡）※名義。
- 潮與虎（—2016年，分鏡）※名義。

2018年
- 刻刻（分鏡）※名義。
- 傀儡馬戲團（—2019年，分鏡）※名義。

2019年
- 騷亂時節的少女們。（分鏡）※名義。

2022年
- 群青的開幕曲（分鏡）※名義。
- 成為女主角！ ～被討厭的女主角和秘密的工作～（2022年，分鏡）※名義。

#### 電影動畫
1978年
- 魯邦三世：魯邦VS複製人（動畫）[注 2]

1979年
- 魯邦三世：卡里奧斯特羅之城（動畫）

1981年
- 劇場版 小麻煩千惠（動畫）

1982年
- 劇場版 早安！蘇龐克（日语：おはよう!スパンク#映画版）（原畫、動畫檢查）

1992年
- 快樂的嚕嚕米一家：姆明谷的彗星（日语：楽しいムーミン一家 ムーミン谷の彗星）（原畫）

2000年
- 麵包超人：人魚公主的眼淚（日语：それいけ!アンパンマン 人魚姫のなみだ）（分鏡）

2004年
- 劇場版 神奇寶貝：裂空的訪問者 代歐奇希斯（分鏡）

2011年
- UN-GO episode:0 因果論（分鏡）※名義。

#### OVA
1988年
- 網球甜心2（分鏡、演出）

1992年
- 英雄傳說 王子復仇記（分鏡、原畫）

2004年
- 紫陽花之歌（日语：あじさいの唄）（分鏡）

2009年
- 鋼之鍊金術師 FULLMETAL ALCHEMIST DVD 第1卷 影像特典『盲目的鍊金術師』（分鏡）※名義。

2012年
- FAIRY TAIL（OP2演出）

#### 網路動畫
2019年
- SUPER SHIRO（日语：SUPER SHIRO）（—2020年，分鏡）※名義。

## 相關項目
- Telecom Animation Film（日语：テレコム・アニメーションフィルム）
- Group Tac
- 日本動畫師列表（日语：アニメ関係者一覧）

## 外部連結
- 難波日登志的X（前Twitter） （日語）